# Costulostega alisonae
Costulostega alisonae är en mossdjursart som beskrevs av Tilbrook 2006. Costulostega alisonae ingår i släktet Costulostega och familjen Chorizoporidae. Inga underarter finns listade i Catalogue of Life.